# Alvar Verving
Alvar Verving, född 25 maj 1851, död 9 november 1906 i Helsingfors, var hovråd och Helsingfors Segelsällskaps grundare och första kommodor. Sällskapet fick sin början i september 1892 då en annons i Hufvudstadsbladet ingick med uppropet "Seglare Ohoj!" Annonsen uppmanade  intresserade att delta i det grundande mötet av sällskapet. Verving var aktiv medlem i NJK men ville tillsammans med andra närvarande NJK:are skapa ett andra segelsällskap i Helsingfors som antog både manliga och kvinnliga medlemmar oberoende av om de ägde en båt eller inte. HSS grundades som ett medelklassens alternativ till NJK som ansågs som ett rent överklassällskap.

## Håkansvik-regattorna i bakgrunden
Den antagna officiella födelsedagen för HSS är den 7 januari 1893 då Finlands generalguvernör Fjodor Heiden hade undertecknat sällskapets officiella stadgar. Verving hade verkat i stadgekommittén och föredrog stadgarna på HSS grundande medlemsmöte den 27 januari 1893 i Arbetets vänners lokaliteter. På mötet inskrev sig 16 närvarande som medlemmar.  Verving hade verkas som huvuddomare vid de sk. Håkansvik-regattorna under 1880-1890-talen. HSS första medlemmar bestod till stor del av den aktivaste kärntruppen för kappseglingarna i Håkansvik. Verving verkade som kommodor under en enda säsong, varefter han var tvungen att avgå på grund av hälsoskäl.
Hans efterföljare var Anton Moberg som verkade som kommodor till 1899.